# 벵그트 포우투
벵그트 페르손 포우투(스웨덴어: Bengt Persson Pouttu, 핀란드어: Pentti Pouttu 펜티 포우투[*]: ??-1597년?)는 16세기의 스웨덴계 핀란드 지주, 상인으로 1596년 몽둥이 전쟁의 민란 지도자 중 한 명이었다.
포우투는 이 민란의 "정치적 지도자"였던 것으로 알려져 있다. 그는 1570년대에 처음 불만세력을 조직하여 스톡홀름으로 건너가 칼 아브 쇠데르만란드 공작에게 불만사항을 탄원했다. 칼 공작은 핀란드에서 반란이 일어난다면 시기스문드에게서 스웨덴 왕위를 빼앗는 계획에 도움이 될 것이라 생각하고, 핀란드 농민들에게는 불의를 멈출 권리가 있다는 서한을 써주었다. 그러나 이것은 별 도움이 되지 못하였다. 1593년, 포흐얀마에서 소규모 민란을 일으켰으나 진압되어 오울루성에 투옥되었다. 1595년 야코 일카가 처음 봉기를 일으켰을 때 포우투는 석방되어 있었고, 1596년 8월 스톡홀름으로 다시 건너가 탄원했다.
1596년 11월 포우투는 일카의 농민군에 합류했다. 민란이 현실화되자 스웨덴군에서 복무한 경험이 있던 야코 일카가 농민군의 대장이 되었다. 처음부터 저항세력을 규합한 것은 포우투였기에 포우투가 불만을 가졌다고 한다. 하지만 포우투는 전투 경험이 없었고 스웨덴계였기에 대부분이 핀인인 농민들을 이끌기 불리했을 것이다.
일카는 포우투가 서부 해안 지역의 스웨덴계 농민들에 대한 지휘권이 있음을 약속했고, 일카는 내륙에서, 포우투는 해안에서 농민들을 모아가면서 남하하여 당시 핀란드의 수도 투르쿠에서 합류하기로 했다. 하지만 포우투를 따라 민란에 나선 스웨덴계 농민은 200여명에 불과했다. 제5차 러시아-스웨덴 전쟁의 부담을 크게 받은 것은 러시아와의 국경 전방에 살던 핀란드계 주민들이었기 때문에 스웨덴계의 호응이 적은 것은 예상된 바였다. 포우투는 무장반란은 자살행위라고 생각하고 협상을 우선시했다.
포흐얀마에서 출발한 농민들은 사타쿤타로 향했고, 1596년 12월 20일 포우투와 농민군은 울빌라의 아놀라 장원에 도달했다. 그들은 장원의 지주 악셀 쿠르키 대령에게 반란에 동참할 것을 설득했지만 쿠르키는 시기스문드 왕의 편에 남기로 하고 기병대를 보내 포우투의 농민군을 격파했다(울빌라 전투). 포우투는 포로로 잡히고 투르쿠성으로 보내져 1597년경 옥사했다. 포우투는 몽둥이 전쟁의 농민군 지도자들 중 공개처형되지 않은 유일한 사람이다. 반란 당시 이미 5-60대였다고 하니 처형되기 전에 노령으로 옥사했을 것이다.